# Partecipanti al Tour de France 1931
Qui di seguito viene riportato l'elenco dei partecipanti al Tour de France 1931.

## Corridori per squadra
Nota: R ritirato, NP non partito, FT fuori tempo massimo
| Belgio             | Belgio                   | Belgio             | Francia      | Francia                  | Francia      | Cicloturisti | Cicloturisti       | Cicloturisti |
| ------------------ | ------------------------ | ------------------ | ------------ | ------------------------ | ------------ | ------------ | ------------------ | ------------ |
| 1                  | Alfred Hamerlinck        | R 12ª              | 33           | Antonin Magne            | 1º           | 125          | Robert Brugère     | R 24ª        |
| 2                  | Gaston Rebry             | 4º                 | 34           | Benoît Fauré             | 13º          | 126          | Adrien Buttafocchi | R 23ª        |
| 3                  | Romain Gijssels          | NP 16ª             | 35           | André Leducq             | 10º          | 127          | Fernand Fayolle    | 29º          |
| 4                  | Jef Demuysere            | 2º                 | 36           | Jean Maréchal            | 32º          | 128          | François Fave      | R 10ª        |
| 5                  | Julien Vervaecke         | 6º                 | 37           | Charles Pélissier        | 14º          | 129          | André Godinat      | R 12ª        |
| 6                  | Alfons Schepers          | 18º                | 38           | Joseph Mauclair          | 27º          | 130          | Marius Guiramand   | 24º          |
| 7                  | Bernard Van Rysselberghe | R 12ª              | 39           | Léon Le Calvez           | FT 14ª       | 131          | Gabriel Hargues    | R 2ª         |
| 8                  | Maurice Dewaele          | 5º                 | 40           | Louis Peglion            | 7º           | 132          | François Henri     | 34º          |
| Italia             | Italia                   | Italia             | Spagna       | Spagna                   | Spagna       | 133          | Joseph Fontenay    | R 3ª         |
| 9                  | Luigi Giacobbe           | R 10ª              | 41           | Francisco Cepeda         | R 20ª        | 134          | Marcel Mazeyrat    | R 3ª         |
| 10                 | Raffaele Di Paco         | 17º                | Cicloturisti | Cicloturisti             | Cicloturisti | 135          | François Moreels   | R 12ª        |
| 11                 | Fabio Battesini          | 30º                | 101          | Julius Goedhuis          | 33º          | 136          | Julien Perrain     | R 5ª         |
| 12                 | Francesco Camusso        | NP 10ª             | 102          | Achiel Viaene            | R 17ª        | 137          | Jean Riondet       | R 6ª         |
| 13                 | Eugenio Gestri           | R 20ª              | 103          | Gérard Loncke            | R 12ª        | 138          | Fernand Robache    | R 2ª         |
| 14                 | Felice Gremo             | R 22ª              | 104          | August Van Tricht        | R 14ª        | 139          | André Van Vierst   | 26º          |
| 15                 | Michele Orecchia         | 25º                | 105          | Robert Van Grootenbruele | R 23ª        | 140          | Lazare Venot       | 31º          |
| 16                 | Antonio Pesenti          | 3º                 | 106          | Jean Naert               | R 9ª         |              |                    |              |
| Australia/Svizzera | Australia/Svizzera       | Australia/Svizzera | 107          | Georges Laloup           | NP 6ª        |              |                    |              |
| 17                 | Hubert Opperman          | 12º                | 108          | Giuseppe Pancera         | R 23ª        |              |                    |              |
| 18                 | Richard Lamb             | 35º                | 109          | Alessandro Catalini      | R 23ª        |              |                    |              |
| 19                 | Ossie Nicholson          | R 4ª               | 110          | Amulio Viarengo          | R 12ª        |              |                    |              |
| 20                 | Frankie Thomas           | R 3ª               | 111          | Aristide Cavallini       | R 2ª         |              |                    |              |
| 21                 | Jules Gillard            | R 2ª               | 112          | Pietro Mori              | NP 3ª        |              |                    |              |
| 22                 | Roger Pipoz              | 21º                | 113          | Pierino Ferioli          | R 2ª         |              |                    |              |
| 23                 | Georges Antenen          | FT 14ª             | 114          | Salvador Cardona         | NP 6ª        |              |                    |              |
| 24                 | Albert Büchi             | 9º                 | 115          | Max Bulla                | 15º          |              |                    |              |
| Germania           | Germania                 | Germania           | 116          | Erich Ussat              | R 16ª        |              |                    |              |
| 25                 | Oskar Thierbach          | 11º                | 117          | Kurt Nitschke            | R 14ª        |              |                    |              |
| 26                 | Alfred Siegel            | 23º                | 118          | Karl Olboeter            | R 17ª        |              |                    |              |
| 27                 | Erich Metze              | 8º                 | 119          | Lucien Laval             | R 2ª         |              |                    |              |
| 28                 | Ludwig Geyer             | 19º                | 120          | René Bernard             | R 24ª        |              |                    |              |
| 29                 | Kurt Stöpel              | 16º                | 121          | Jean Bidot               | R 12ª        |              |                    |              |
| 30                 | Hermann Buse             | 22º                | 122          | Louis Bajard             | 28º          |              |                    |              |
| 31                 | Herbert Sieronski        | 20º                | 123          | Georges Berton           | R 17ª        |              |                    |              |
| 32                 | Karl Altenburger         | R 2ª               | 124          | Francis Bouillet         | R 12ª        |              |                    |              |